# Michael Cashman
Michael Maurice Cashman, baron Cashman (ur. 17 grudnia 1950 w Londynie) – brytyjski polityk, aktor,deputowany do Parlamentu Europejskiego V, VI i VII kadencji, par dożywotni.

## Życiorys
Posiada wykształcenie średnie. Od 1963 do 1999 pracował głównie jako aktor w produkcjach telewizyjnych (głównie brytyjskich serialach) i teatralnych. Przez kilka lat pełnił funkcję skarbnika w Związku Zawodowym Aktorów Brytyjskich. Wykonywał też zawód biegłego rewidenta.
W 1975 wstąpił do Partii Pracy, od 1998 wchodzi w skład komitetu wykonawczego tego ugrupowania. W 1999 z listy laburzystów po raz pierwszy uzyskał mandat posła do Parlamentu Europejskiego. Z powodzeniem ubiegał się o reelekcję w kolejnych wyborach europejskich w 2004 i w 2009. Od 2004 do 2009 był wiceprzewodniczącym Komisji Petycji. Po wyborach w 2009 wraz z LP przystąpił do grupy Postępowego Sojuszu Socjalistów i Demokratów. W 2012 zapowiedział, że nie będzie ubiegał się o reelekcję.
Po odejściu z PE otrzymał nominację na para dożywotniego, zasiadając w Izbie Lordów. W 2019 zrezygnował z członkostwa w Partii Pracy.
Jest jawnym homoseksualistą. W 1989 był wśród założycieli organizacji Stonewall Group, zajmującej się działaniami na rzecz praw gejów, lesbijek i biseksualistów. W 2006 zawarł związek partnerski ze swoim wieloletnim partnerem.